# 中川久昭
中川 久昭（なかがわ ひさあき）は、豊後岡藩の第12代藩主。

## 略伝
文政3年（1820年）4月4日、伊勢津藩主・藤堂高兌の次男として生まれる。天保11年（1840年）12月6日、第11代藩主・中川久教の死去により久教の養女・栄子の婿養子として跡を継ぎ、同年12月28日には従五位下、修理大夫に叙任された。
幕末の動乱の中で岡藩は尊王派の勢力が大きかったが、親徳川家の藤堂家から養子として入った久昭は天保12年（1841年）に柳井藻次郎、小河一敏ら尊王思想家を岡藩の中枢から排斥した（岡藩七人衆の変）。後に小河は真木保臣らと結託して寺田屋騒動にも関与し、久昭に対しても尊王を訴えたが、久昭は動乱を傍観するのみにとどまった。また、藩でも大火や風雨による被害が相次ぎ、藩財政は困窮した。
慶応4年（1868年）3月11日、上洛した。明治2年（1869年）2月18日、駿府への派兵の遅れから謹慎を命じられた。同年6月19日、版籍奉還を行い、知藩事に就任した。同年9月23日、隠居し、長男の久成に家督を譲った。明治22年（1889年）11月30日に死去した。享年70。

## 系譜
- 父：藤堂高兌（1781 - 1825）
- 母：高兌の侍女
- 養父：中川久教（1800 - 1840）
- 正室：豊子 - 加藤泰済の娘、中川久教の養女
  - 長男：久成（1850 - 1897）
  - 女子：栄子（1849 - 1922） - 細川行真正室のち小野鉄太郎室
  - 女子：芳子（1853 - ?） - 稲葉正善正室
- 生母不詳の子女
  - 次男：板倉久知（1859 - ?）
  - 男子：武夫

## 栄典
- 1889年（明治22年）11月30日 - 従三位[2]